# محمد آباد (شلال ودشتغل)
محمد آباد (بالفارسية: محمودآباد) هي منطقة سكنية تقع في إيران في قسم شلال ودشتغل الريفي.